# Comunidade de São João

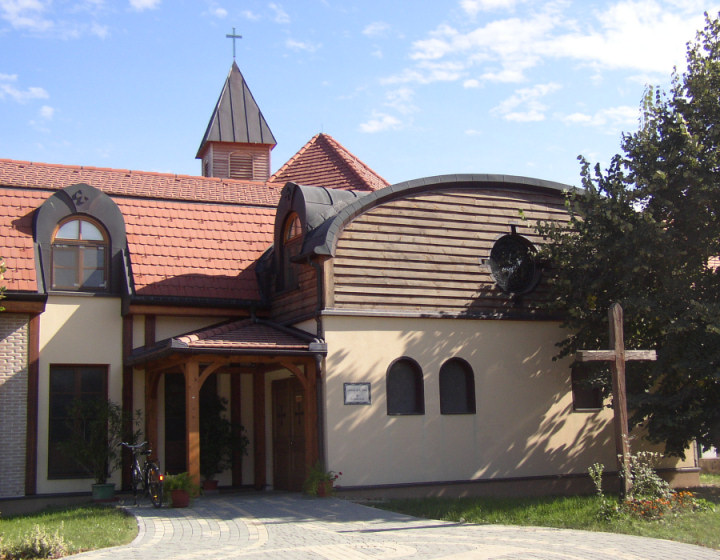
Um pequeno priorado da Comunidade de São João em Marchegg, na Baixa Áustria.

Comunidade de São João (em francês:  Communauté Saint-Jean) é um instituto religioso fundado pelo padre dominicano Marie-Dominique Philippe em 1975. Os irmãos da comunidade são chamados de "pequenos cinzas", uma referência ao hábito cinza (composto por uma túnica cinza e um escapulário, similar ao hábito negro dos beneditinos), com um rosário na cintura. As irmãs contemplativas usam também um véu branco e as irmãs apostólicas, um véu cinza.
Desde 1986, a Comunidade dos Irmãos de São João é um instituto religioso de direito diocesano dependente do bispo de Autun, na França, ou seja, sob a autoridade da Igreja Católica.
Sua igreja em Roma, desde 2006, é San Nicola dei Lorenesi.

## História
Em 1975, um grupo de cinco estudantes da Universidade de Friburgo pediram a Marie-Dominique Philippe que fosse seu pai espiritual. Seguindo um conselho de Marthe Robin, ele os acompanhou em seu desejo de seguir a vida monástica. Em 1978, este grupo foi experimentalmente ligado ao mosteiro cisterciense na Abadia de Lérins e foi depois batizado de "Comunidade de São João". Em 1982, o primeiro mosteiro próprio foi fundado em Rimont (Borgonha) e um noviciado foi aberto em 1983 em Saint-Jodard, na diocese de Lyon. Em 1996, a comunidade já tinha muitas fundações na França e em outros países.
Entre 1996 e 2004, a comunidade passou por muitas dificuldades, principalmente dissensões e a necessidade de uma reestruturação. Em 2000, o Collège Stanislas de Paris deixou de estar sob a direção da congregação após uma decisão do cardeal Lustiger. Em 2001, o padre Marie-Dominique Philippe passou a direção da comunidade para o padre Jean-Pierre-Marie e deixou de lecionar dois anos depois a pedido da hierarquia. Em 2004, o monsenhor Joseph Madec passou a ser o assistente da comunidade. Em 26 de agosto de 2006, Marie-Dominique Philippe morreu in Saint-Jodard e foi homenageado pelo papa Bento XVI.

## Organização

### Estrutura
A comunidade é composta de três grupos: irmãos, irmãs apostólicas e irmãs contemplativas. Ela também organiza diversas sessões para jovens, famílias e muitos retiros espirituais que tratam de variados temas. Em fevereiro de 2006, a comunidade peregrinou a Roma para celebrar seus 30 anos de existência; Marie-Dominique Philippe participou e o grupo pôde se encontrar com o papa Bento XVI.
Em 2005, a comunidade contava com 930 membros nos três grupos e mais de 3 000 oblatos em 21 países e 91 priorados, 48 deles na França. Depois de um noviciado e período de treinamento de sete anos, os irmãos (e irmãs) vivem em pequenas comunidades chamadas "priorados" e todos os membros fazem seus votos religiosos.

## Recepção
Desde 1996, a Comunidade de São João tem sido criticada na França por diversas associações anticulto, incluindo a AVREF (Association Vie Religieuse et Familles), UNADFI e CCMM (Centre contre les manipulations mentales. Elas acusam a comunidade de proselitismo entre os jovens, forçando-os a abandonar os laços com a família através pressão psicológica, de abandonar tratamentos médicos e de utilizar métodos de treinamento para os noviços similares aos dos cultos.
O prior-geral da comunidade, os monsenhores Madec e Poulain, rejeitam as críticas.